# Hadduta misrija
Hadduta masriyya (àrab egipci: حدوتة مصرية, Ḥaddūta maṣriyya, ‘Un conte egipci’), comercialitzada internacionalment com A Egyptian Story, és una pel·lícula dramàtica egípcia de 1982 dirigida per Youssef Chahine. Va entrar a la competició principal a la 39a edició de la Mostra Internacional de Cinema de Venècia.

## Trama
La pel·lícula és essencialment una biografia de ficció d'un cineasta realista radical, centrat en si mateix, que fuma compulsivament, molt enganxat i anomenat Yehia Choukry Mourad. Pateix un atac de cor mentre dirigia una pel·lícula. Està convençut d'anar a Londres per fer un diagnòstic i, posteriorment, un bypass cardíac. El dia abans de l'operació, passa temps amb el seu xofer. La pel·lícula era agosarada per implicar una atracció homosexual entre els dos homes. La tensió homoeròtica es va crear per les mirades de coneixement que s'intercanvien entre Yehia i el taxista.
Una vegada que Yehia és anestesiat, l'acció passa a un cas judicial surrealista i oníric celebrat dins de la pròpia cavitat toràcica de Yehia (les bigues del sostre de la sala del tribunal, per exemple, són les costelles de Yehia). El nen interior de Yehia està a prova: no se sent estimat per l'adult Yehia, aquest nen intenta matar Yehia. El testimoni del nen s'aixeca en tubs de plàstic transparents comprensibles en els quals deixa caure cristalls blancs, simbolitzant les artèries de Yehia i el colesterol. això els està ofegant. Mentre diferents testimonis parlen durant les caòtiques escenes de la cort, la pel·lícula presenta diferents flashbacks a la vida de Yehia, començant pel seu tracte injust per part d'un amargat professor de primària catòlic.
Els flashbacks situen a Yehia en alguns moments clau de la història egípcia: participant com a jove en disturbis contra les forces britàniques a Egipte; protagonitzar i dirigir una pel·lícula que fa al·lusió a la Estació del Caire de 1958; buscant infructuosament l'aprovació euroamericà pel seu treball al Festival Internacional de Cinema de Canes i a Nova York, però guanyant un premi al Festival Internacional de Cinema de Moscou inaugural; i fent una pel·lícula sobre la batalla d'Alger (1956–57), potser al·ludint a la pel·lícula de 1966 La Battaglia di Algeri. La pel·lícula retrata un Yehia envellit que es troba en problemes amb els censors, tot i que insisteix a continuar rodant la seva pel·lícula prohibida, durant la qual té un atac de cor.
Les relacions de Yehia amb la seva mare, la seva germana i la seva dona Amal són un tema clau tant en els flashbacks com en les escenes de la cort. En la mesura que han maltractat Yehia, la pel·lícula suggereix que els comportaments d'aquestes dones sorgeixen de la seva pròpia experiència i participació en l'opressió patriarcal. La mare de Yehia es veu obligada a casar-se i tenir fills petits; al seu torn, imposa les mateixes restriccions a la seva filla; i el mateix Yehia es nega a permetre que la seva filla cerqui un matrimoni amorós just abans del seu atac de cor. Amal també està limitada per la maternitat i la pròpia infantilitat de Yehia.
La pel·lícula acaba amb el nen interior de Yehia que és condemnat a mort i s'enfonsa en una artèria amb un ganivet per intentar matar Yehia. El cirurgià que opera a Yehia aconsegueix extreure el nen interior, però, i Yehia se salva. En sortir de la seva anestèsia, Yehia es troba amb el seu fill interior, fa les paus amb ell i el nen interior es fusiona de nou amb Yehia. Aquí s'acaba la pel·lícula.

## Estil
La pel·lícula és en color, però sovint s'empalma en imatges d'arxiu, principalment en blanc i negre, integrant a la força una perspectiva documental sobre la història d'Egipte. El personatge principal, Yehia, sovint al·ludeix a Hamlet de Shakespeare. Yehia és el mateix personatge que apareix a la pel·lícula de 1979 Iskanderija... lih. Mentre que el marc narratiu de la pel·lícula i els seus flashbacks es filmen en un mode realista, el drama de la sala dins el pit de Yehia és oníric i altament simbòlic.

## Repartiment
- Oussama Nadir – Yehia nen
- Mohsen Mohieddin – Yehia jove
- Nour El-Sherif – Yehia
- Ahmed Mehrez
- Mohamed Mounir
- Ragaa Hussein
- Seif El Dine
- Yousra – Amal
- Hanan – Nadia nena
- Leila Hamada – Nadia jove
- Magda El-Khatib – Nadia
- Raga El Geddaoui
- Soheir El Monasterli
- Andrew Dinwoodie
- Abdel Hadi Anwar